# فرودگاه خوود
فرودگاه خوود (به انگلیسی: Khovd Airport) یک فرودگاه نظامی و غیرنظامی با کد یاتا HVD است که یک باند فرود آسفالت و بتن دارد و طول باند آن ۲۸۵۰ متر است. این فرودگاه در شهر خوود کشور مغولستان قرار دارد و در ارتفاع ۱۴۹۳ متری از سطح دریا واقع شده است.